# Iujni (Khabàrovsk)
Iujni - Южный (rus) -és un possiólok al krai de Khabàrovsk, a l'Extrem Orient de Rússia. El 2012 tenia 177 habitants. Pertany al districte rural de Lazó.